# Hymn Niemieckiej Republiki Demokratycznej
Auferstanden aus Ruinen (pol. „Powstając z ruin”) – hymn Niemieckiej Republiki Demokratycznej. Muzykę do niego skomponował Hanns Eisler, tekst napisał Johannes Becher, późniejszy minister edukacji Niemieckiej Republiki Demokratycznej.
W utworze Bechera słowo „Niemcy” pada pięciokrotnie, a fraza „Niemiecka Republika Demokratyczna” – wcale. Ponadto hymn mówi o zjednoczonej i miłującej pokój ojczyźnie. Po wybudowaniu Muru Berlińskiego 13 sierpnia 1961 roku taki tekst był nie do zaakceptowania dla kierownictwa niemieckiej partii komunistycznej, szczególnie że hymn powstał w 1949 roku – w okresie, gdy pomysł zjednoczonych Niemiec pochodził od Józefa Stalina, co w latach siedemdziesiątych było już nierealne, także w świetle Układu NRD-RFN, a więc w zupełnie innej rzeczywistości. Toteż równocześnie z usunięciem słowa „Niemcy” z konstytucji Niemieckiej Republiki Demokratycznej 7 września 1974 roku zaprzestano śpiewania słów hymnu.
Po zjednoczeniu Niemiec hymnem stał się dotychczasowy hymn Niemiec, Das Lied der Deutschen (pol. Pieśń Niemców).